# Jabal ad Dukhān
Jabal ad Dukhān (arabiska: جبل الدخان) är ett 134 meter högt berg i Södra provinsen i Bahrain och landets högsta punkt. Det har fått sitt namn av den dimma som ofta omger det under fuktiga dagar. Flinta daterad till stenåldern har hittats på och runt berget.